# Echinoteuthis
Echinoteuthis Joubin, 1933 è un genere di molluschi cefalopodi appartenente alla famiglia Mastigoteuthidae.

## Descrizione
L'aspetto generale dei membri del genere è simile a quello degli altri Mastigoteuthidae con pinne ampie, braccia ventrali assai più lunghe e spesse delle altre, tentacoli lunghissimi e sottili con clava tentacolare non espansa dotata di ventose estremamente piccole. Echinoteuthis ha le ventose della clava tentacolare disposte in due serie alla base della clava, per aumentare fino a 12 file all'apice; nella parte mediana della clava sono leggermente ingrandite pur restando piccolissime e invisibili a occhio nudo. Le ventose del quarto paio di braccia sono disposte su due file che si uniscono distalmente; le ventose delle braccia hanno denti affilati nella parte distale. Gli occhi sono leggermente più grandi che in Mastigoteuthis e sono presenti numerosi fotofori rotondeggianti superficiali sul mantello, la testa e le braccia. Un grande fotoforo (fotoforo del seno oculare) è presente antero-ventralmente all'occhio. Le pinne hanno forma lanceolata. Sebbene la descrizione originale del genere da parte di Louis Joubin riportasse la presenza di tubercoli cutanei spinosi in Echinoteuthis, pare che questa caratteristica si presente solo nei giovanili.
La taglia raggiunge 24 cm di lunghezza del mantello.

## Distribuzione e habitat
E. atlantica è diffusa nell'oceano Atlantico ed E. famelica nell'oceano Pacifico e E. glaukopis (probabile sinonimo di E. atlantica) nell'oceano Indiano ma la loro distribuzione di dettaglio non è nota con certezza.

## Tassonomia
Il genere comprende tre specie:
- Echinoteuthis atlantica Joubin, 1933
- Echinoteuthis danae Joubin, 1933
- Echinoteuthis famelica Berry, 1909

Echinoteuthis è stato lungamente considerato un sottogenere di Mastigoteuthis.